# 库蒂斯·布查德特
库蒂斯·艾伦·布查德特（英語：Curtis Alan Borchardt，1980年9月13日—），美国NBA联盟前职业篮球运动员。他在2002年的NBA选秀中第1轮第18顺位被奥兰多魔术选中。